# Bomba de chocolate

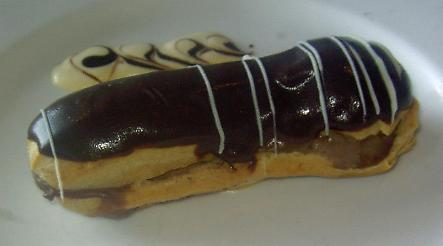
Uma típica bomba de chocolate.

Bomba ou éclair é um doce de confeitaria caracterizado pelo formato longo e oco, feito com massa de farinha de trigo, com diversos recheios cremosos (geralmente de natas ou chocolate) e cobertura de calda de chocolate endurecida.
Em Portugal, tornou-se algo comum rechear as Bombas com creme pasteleiro, havendo apenas algumas pastelarias a exceção. Outras variações substituem o chocolate por variados doces (maracujá, limão, frutos silvestres) ou doce de leite, além de ser utilizado também o chocolate branco.
O nome "bomba" no Brasil, diz respeito ao fato de, à primeira mordida, o doce "estourar" na boca com seu recheio cremoso. Na maioria dos idiomas ocidentais, o doce é conhecido por éclair, seu nome em francês,